# هيرتا كونراد
هيرتا كونراد (بالألمانية: Herta Konrad)‏ هي ممثلة نمساوية، ولدت في 6 يناير 1928 في فيينا في النمسا.

## وصلات خارجية
- هيرتا كونراد على موقع IMDb (الإنجليزية)
- هيرتا كونراد على موقع قاعدة بيانات الفيلم (الإنجليزية)
- هيرتا كونراد على موقع كينوبويسك (الروسية)